# Ahmet Genç
Ahmet Genç (* 10. März 1964 in Çarşamba) ist ein ehemaliger türkischer Fußballspieler und heutiger -trainer.

## Sportliche Karriere
Genç begann seine Karriere Anfang der 1980er-Jahre bei Galatasaray Istanbul. Seine erste und einzige Saison spielte der Stürmer 1981/82. Er kam zu zehn Erstligaspielen und wurde am Ende der Spielzeit türkischer Pokalsieger.
Von 1984 bis 1986 spielte der Stürmer für den Zweitligisten Galata SK. 1990 versuchte es Genç ein zweites Mal in der 1. Liga und ging zu Gaziantepspor. Für Gaziantepspor kam er in der gesamten Saison nicht zum Einsatz und wechselte deshalb im Sommer 1991 zu İskenderunspor. Mit İskenderunspor wurde Genç 1992 Drittligameister und stieg in die 2. Liga auf. 
Ahmet Genç beendete seine Karriere 1995 bei İstanbul Özel İdare İhtisasspor.

## Trainerkarriere
Ahmet Genç war von 1996 bis 2002 Jugendtrainer bei Galatasaray Istanbul. 2003 betreute er die Jugendmannschaft von İstanbulspor. Zuletzt trainierte der ehemalige Stürmer Beylikgücüspor.

## Erfolge
Galatasaray Istanbul
- Türkischer Fußballpokal: 1982

İskenderunspor
- Drittligameister: 1992